# Pablo Chong Hasang
San Pablo Chong Hasang (1794 o 1795–22 de septiembre de 1839) fue uno de los mártires coreanos de la Iglesia católica. Su fiesta se celebra el 22 de septiembre, y es venerado junto con el resto de los 103 mártires de Corea el 20 de septiembre.
Era hijo del mártir Agustín Jeong Yak-jong y sobrino del destacado filósofo Jeong Yak-yong, que fue uno de los primeros conversos de Corea y escribió el primer catecismo para la Iglesia católica en dicho país titulado "Jugyo Yoji". Cuando Yak-jong fue martirizado con el hermano mayor de Hasang, la esposa de Yak-jong y sus otros hijos se fueron a una zona rural; Hasang tenía 7 años.
Hasang se convirtió en intérprete del gobierno y esto le permitió viajar a Pekín, China, donde entró en contacto con el obispo de esa ciudad para enviar sacerdotes a Corea y escribirle al papa Gregorio XVI por medio del obispo para crear una diócesis en Corea. Esto ocurrió en 1825.
Algunos años después el obispo  Laurent-Joseph-Marius Imbert y 2 sacerdotes llegaron. Pablo estudió latín y teología y estaba a punto de ordenarse presbítero cuando estalló la persecución. Él fue arrestado y llevado ante el juez que le dijo Usted tiene derecho a escribir, pero el rey ha prohibido su religión, su deber es renunciar a ella. Pablo le replicó Soy cristiano y seré uno hasta mi muerte. Después de esto sufrió una serie de torturas en las que su rostro permaneció tranquilo y finalmente fue clavado a una cruz muriendo a los 45 años de edad.
Los mártires coreanos son conmemorados por la Iglesia católica con un memorial el 20 de septiembre. Los 103, incluido Hasang, fueron canonizados por el papa Juan Pablo II en 1984.